# Skarbowy papier wartościowy
Skarbowy papier wartościowy (SPW) – dokument, w którym Skarb Państwa stwierdza, iż jest dłużnikiem właściciela takiego papieru i zobowiązuje się wobec niego do spełnienia świadczenia pieniężnego lub niepieniężnego. Skarb Państwa odpowiada za zobowiązania wynikające z wyemitowanych SPW całym swoim majątkiem.

## Rodzaje skarbowych papierów wartościowych
1. bony skarbowe – krótkoterminowe papiery wartościowe oferowane do sprzedaży w kraju z dyskontem wykupywanym według wartości nominalnej po okresie, na jaki został wyemitowany – zawsze krótszy niż 1 rok.
2. obligacje skarbowe – długoterminowe papiery wartościowe oferowane do sprzedaży w kraju lub za granicą, oprocentowane w postaci dyskonta lub odsetek.
3. skarbowe papiery oszczędnościowe – (SPO) papiery wartościowe oferowane wyłącznie dla krajowych osób fizycznych. Nabywcami SPO mogą być również stowarzyszenia, inne organizacje społeczne i zawodowe oraz fundacje wpisane do rejestru sądowego, a w przypadku nierezydentów również wpisane do innego rejestru urzędowego, o ile warunki emitowania tak stanowią. SPO mogą być wyłączone z obrotu wtórnego, albo mogą być przedmiotem obrotu tylko pomiędzy krajowymi osobami fizycznymi na rynku wtórnym.